# 1996 UT
1996 UT är en asteroid i huvudbältet som upptäcktes den 16 oktober 1996 av de båda japanska astronomerna Takeshi Urata och Yoshisada Shimizu vid Nachi-Katsuura-observatoriet.
Asteroiden har en diameter på ungefär 15 kilometer och den tillhör asteroidgruppen Themis.